# Paul Begg
Paul Begg är en brittisk författare och kriminalhistoriker, född i Wales. Han anses som en av de ledande brittiska auktoriteterna i ämnet Jack Uppskäraren (Jack the Ripper). Begg har medverkat i ett stort antal historiska dokumentärer och agerat som konsult åt författare som Patricia Cornwell och Tom Clancy.
Till hans egna böcker kan räknas The Scotland Yard Files: 150 Years of the CID. 1842-1992 (med Keith Skinner som medförfattare), Into Thin Air: People Who Disappear, Great Crimes and Trials of the Twentieth Century (den sistnämnda med Martin Fido), The Jack the Ripper A - Z (med Keith Skinner och Martin Fido), Jack the Ripper: The definitive History och Jack the Ripper: The Facts.